# Farnace I del Ponto

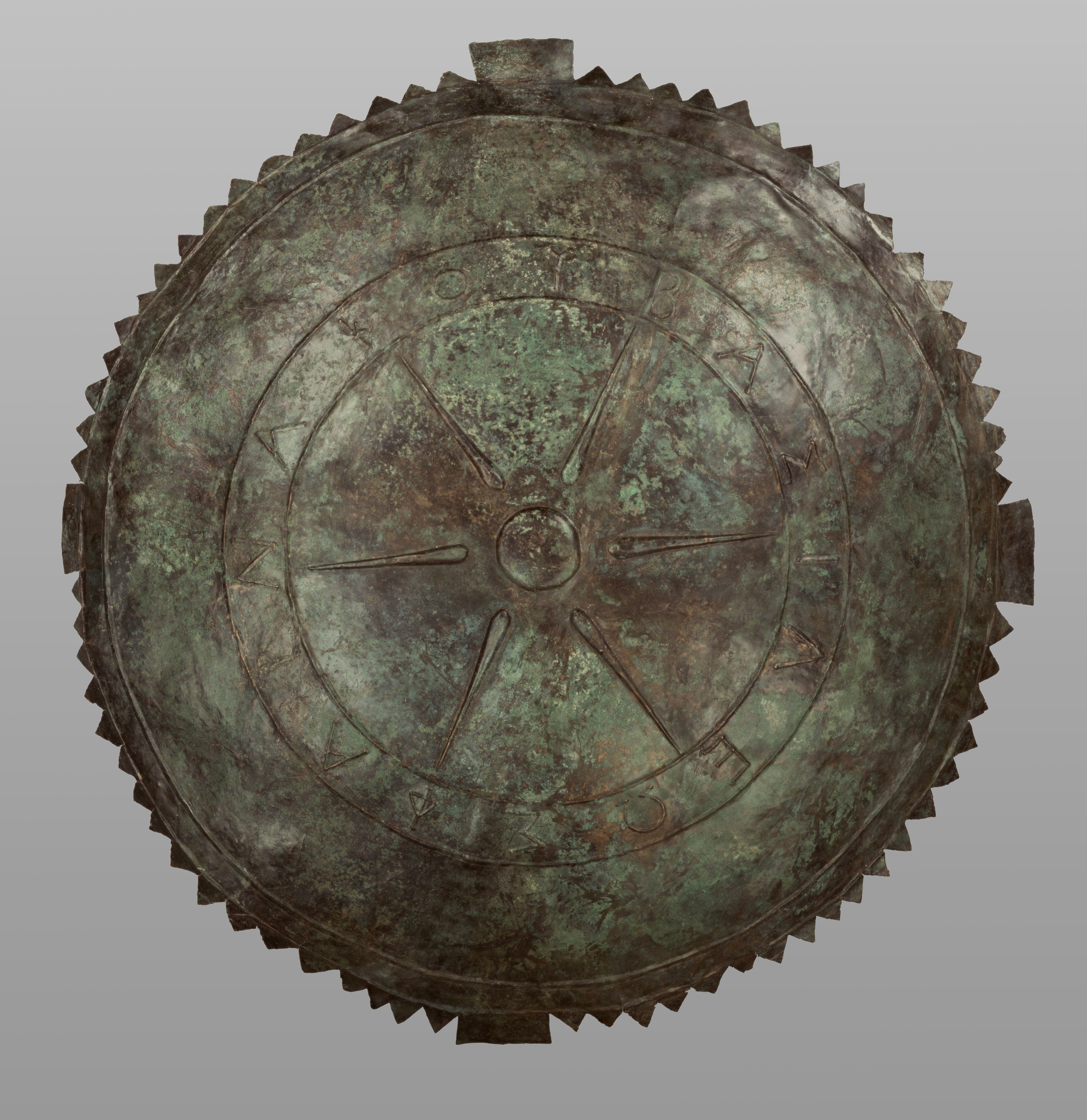
Scudo in bronzo con il nome di re Farnace, Getty Villa (80.AC.60)

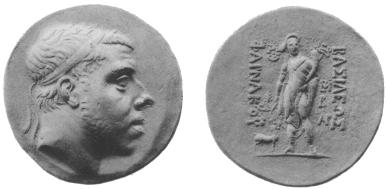
Farnace I del Ponto; 185? - 169 a.C.; Figlio di Mitridate III. Nell'iscrizione in greco si legge: "ΒΑΣΙΛΕΩΣ ΦΑΡΝΑΚΟΥ", che significa "(del) Re Farnace".

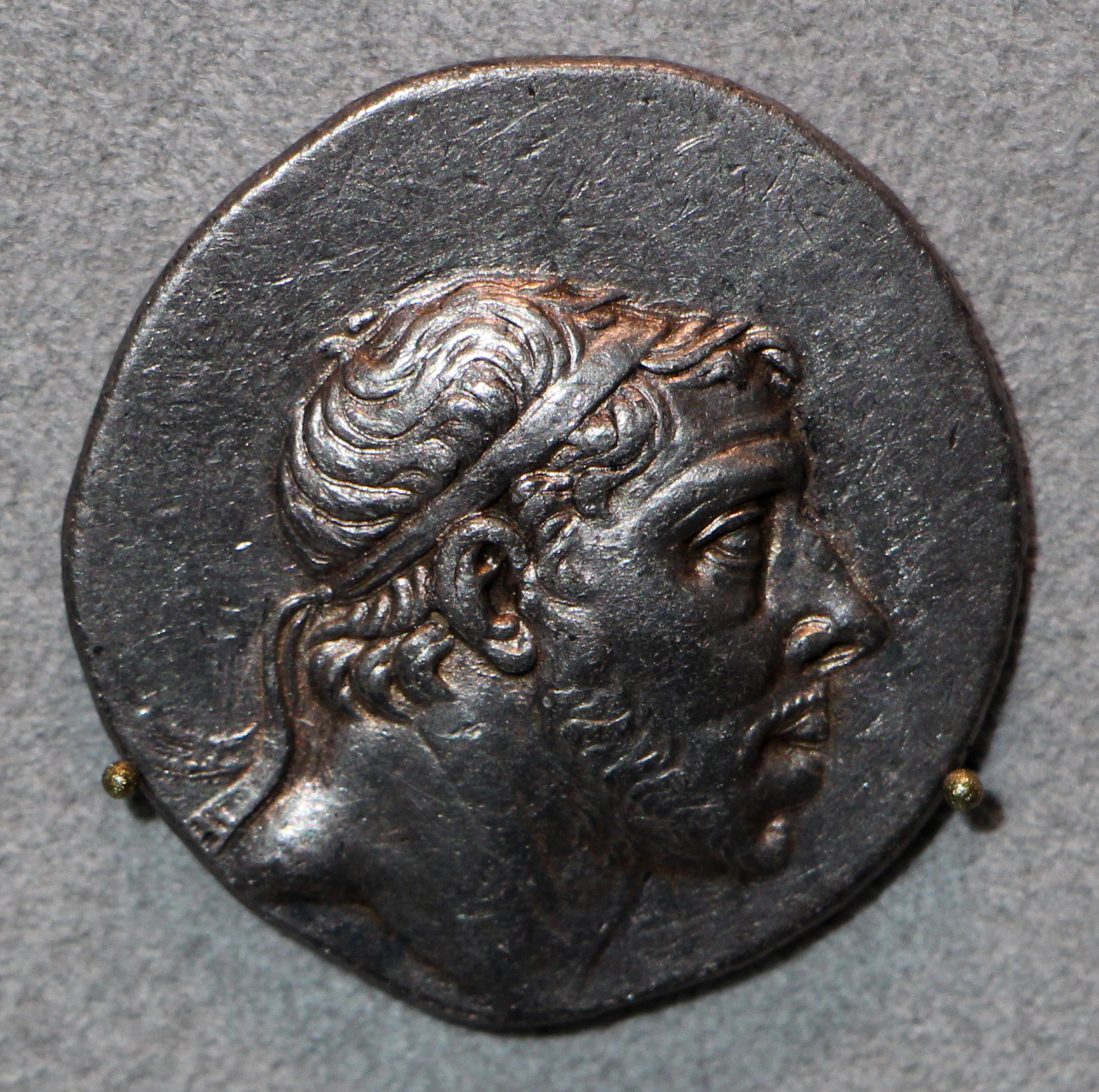
Tetradracma di Farnace I

Farnace I (in greco: Φαρνάκης, Pharnakes; ... – 170 a.C./169 a.C.) quinto re del Ponto, era il figlio di Mitridate III, al quale succedette al trono nel 190 a.C..

## Biografia

### I tentativi di espansione
La data dell'ascesa al trono non può essere fissata con sicurezza; ma è certo che avesse regnato prima del 183 a.C., nel quale anno conseguì la presa dell'importante città di Sinope  e le sue colonie sul Ponto Eusino, lungo oggetto di desiderio per l'ambizioso re del Ponto. Metteva così in atto una politica di espansione che lo portava ad occupare anche Amiso e Amastri, e successivamente anche Tio. I rodiesi spedirono un'ambasciata a Roma per lamentarsi di questa aggressione, ma senza nessun risultato.

### Guerra contro Pergamo
Nello stesso periodo Farnace venne coinvolto in controversie con il suo vicino, Eumene II, re di Pergamo, i quali finirono per condurre, entrambi i monarchi, ripetute ambascerie a Roma, come pure a parziali ostilità. Ma nell'aprile del 181 a.C., senza aspettare il ritorno dei suoi ambasciatori, Farnace attaccò improvvisamente sia Eumene II che Ariarate IV, invadendo la Galazia con grandi forze. Eumene vi si oppose alla testa del suo esercito, ma le ostilità furono presto sospese dall'arrivo di deputati romani, designati dal senato per chiedere spiegazioni riguardo alla materia della disputa.
Farnace aveva contro una coalizione di forze delle quali, oltre a Eumene II, re di Pergamo, e Ariarate IV, re di Cappadocia faceva parte anche Prusia I, re di Bitinia. Furono aperte trattative a Pergamo, senza che conducessero a nessun risultato, essendo le richieste di Farnace rigettate dai romani come irragionevoli; e la guerra venne di conseguenza ripresa, continuando, apparentemente con varie interruzioni, fino all'estate del 179 a.C., quando Farnace, trovandosi incapace di tener testa alle forze combinate di Eumene e Ariarate, fu costretto a comprare la pace tramite la cessione di tutte le sue conquiste nella Galazia e Paflagonia, ad eccezione di Sinope, compresa la città greca di Tios. Quanto a lungo continuò a regnare dopo questo evento, non si sa; ma sembra, da una notizia fortuita, che fosse ancora sul trono nel 170 a.C., mentre era certamente morto nel 154 a.C., quando suo fratello Mitridate IV viene menzionato come re.
Polibio lo descrive con un carattere violento ed arrogante, d'accordo con l'opinione di Eumene e dei romani.